# Kocsér
Kocsér község Pest vármegyében, a Nagykőrösi járásban.

## Fekvése
Pest vármegye délkeleti szélén fekszik, Nagykőröstől 10 kilométerre kelet-délkeletre, Tiszakécskétől 13 kilométerre északnyugatra. Központján a 4601-es út vezet keresztül, amely formálisan egészen Budapesttől húzódik idáig (és innen még tovább Tiszakécskére), de mivel több szakasza földút, valójában inkább csak a két szomszéd várossal köti össze. Külterületének északi részén áthalad még a Nagykőrös–Szolnok közti 4613-as út is, amit a faluközponttal a 46 122-es számú bekötőút kapcsol össze.

## Története
Pest vármegye legdélibb jász-települése, Nagykőrös és Tiszakécske között. Tipikus, mezőgazdasággal foglalkozó tanyás község.
Története a tatárjárásig nyúlik vissza, ekkor települtek ide a kunok. A 13. század óta lakott terület. Nevének első előfordulása a budai káptalan, 1488. május 22-i okiratában található. Jelentése ismeretlen, feltehetően kun eredetű.
Kocsér mint puszta már 1649-ben szerepelt az oklevelekben. Ekkor Vadászy Pál, a füleki lovasok kapitánya (ki 1646-ban füleki alkapitány, 1647-ben kunok kapitánya) nyerte adományul. Később a jászapátiak birtoka lett, majd a pesti invalidusház tulajdonába jutott, melytől 1745-ben Jászapáti város 8000 forintért visszaváltotta. 1857 körül a település egy részét eladták, ezután a nagykőrösiek birtokába került. Részben 1863-ban, részben 1873-ban volt itt a tagosítás. 1877-ben alakult nagyközséggé, 1882 óta hetivásárjoga is volt.

A kocséri temetőben a 20. század elején még egy régi templom romjai is láthatók voltak.
Kocsér fiatal községnek számít, rendezett formájú utcái egyenesek, fásítottak, központja, a Szent István tér, gyönyörű fenyves-, virágos park emlékművekkel.

## Közélete

### Polgármesterei
- 1990–1994: Barabás Ferenc (MNNP-SZDSZ)[3][4]
- 1994–1998: Barabás Ferenc (MDF-FKgP-KDNP)[5]
- 1998–2002: Barabás Ferenc (MDF-FKgP)[6]
- 2002–2006: Barabás Ferenc (MDF)[7]
- 2006–2010: Bodnár András (Fidesz-KDNP)[8]
- 2010–2014: Bodnár András (Fidesz-KDNP)[9]
- 2014–2019: Bodnár András (Fidesz-KDNP)[10]
- 2019–2024: Hriagyel Csaba (Fidesz-KDNP)[11]
- 2024– : Hriagyel Csaba (Fidesz-KDNP)[1]

## Népesség
A település népességének változása:
| Lakosok száma | 1859 | 1852 | 1842 | 1845 | 1785 | 1789 | 1828 |
|               | 2013 | 2014 | 2018 | 2021 | 2022 | 2023 | 2024 |

A 2011-es népszámlálás során a lakosok 87,9%-a magyarnak, 0,3% cigánynak, 0,7% németnek, 0,4% románnak mondta magát (11,2% nem nyilatkozott; a kettős identitások miatt a végösszeg nagyobb lehet 100%-nál). A vallási megoszlás a következő volt: római katolikus 62,9%, református 10,5%, evangélikus 0,4%, felekezeten kívüli 6,2% (20,1% nem nyilatkozott).
2022-ben a lakosság 89%-a vallotta magát magyarnak, 1% németnek, 0,4% románnak, 0,3% cigánynak, 0,1-0,1% bolgárnak, szlováknak, ukránnak, szerbnek és lengyelnek, 3,2% egyéb, nem hazai nemzetiségűnek (10% nem nyilatkozott; a kettős identitások miatt a végösszeg nagyobb lehet 100%-nál). Vallásuk szerint 44% volt római katolikus, 9,8% református, 0,4% evangélikus, 0,1% görög katolikus, 0,1% ortodox, 0,7% egyéb keresztény, 2,5% egyéb katolikus, 10,4% felekezeten kívüli (32% nem válaszolt).

## Nevezetességei
A katolikus temetőben gótikus templomromok állnak.
Az egykori Dósa-kúria ma óvodának ad helyet.
Építészeti emlék a Petőfi-versből ismert Kutyakaparó Csárda a falutól kb. 5 km-re észak-északkeletre, amely az 1700-as évek óta működik.
A község határában elterülő szikes legelő ritka madár- és növényvilágának köszönhetően természetvédelmi terület.
A sportot, horgászatot, vadászatot szerető vendég rendelkezésére áll a sportpálya, tornacsarnok, halastó - Toma-tó -, trapplövő-pálya.
Kocsér Község Önkormányzata, Tajti László és családja, valamint a Petőfi Mg. Szövetkezet 1999-ben hagyományteremtő céllal indította el a póniversenyt Kocséron. Az akkor még egynapos verseny nagy érdeklődést váltott ki az emberekből. A póniverseny szépen lassan igazi falusi rendezvénnyé vált. 2001-től kétnapos programmá fejlődött, látogatottsága azóta is nő.

## Testvértelepülések
- Zágon
- Feketics
- Udvard

## Oktatás
- Gábor Áron Általános Iskola és Napköziotthonos Óvoda

## Közművelődés
- Községi Könyvtár és Közművelődési Színtér

## Képgaléria

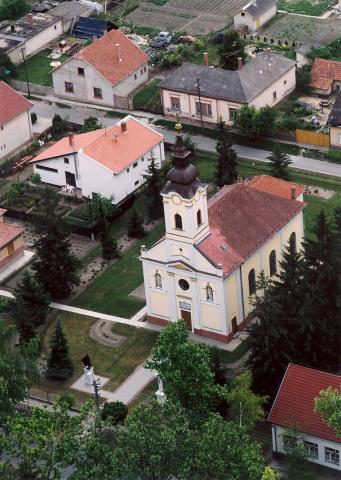
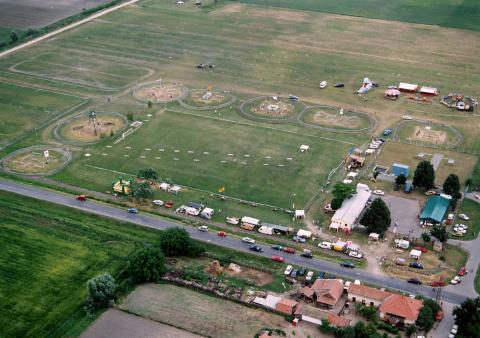
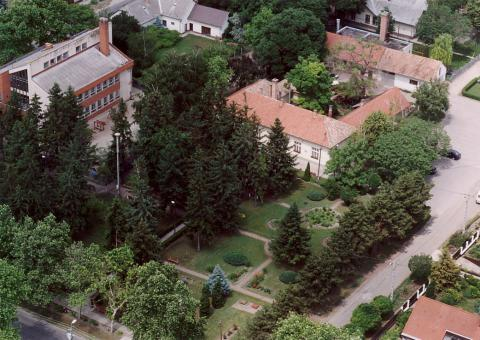